# Hanea paturau
Hanea paturau là một loài nhện trong họ Cyatholipidae. Chúng là loài duy nhất trong chi Hanea.